# 1955 у літературі

## Нагороди
- Нобелівську премію з літератури отримав ісландський письменник Галдор Лакснесс.

## Народились
- 7 лютого — Альбан Ніколай Гербст, німецький прозаїк.
- 30 травня — Колм Тойбін, ірландський письменник, журналіст, літературний критик.
- 20 жовтня — Маґдалена Туллі, польська письменниця.
- 25 листопада — Конні Палмен, голландська письменниця.
- 9 грудня — Девід Дебідін, прозаїк, поет гаянського походження.
- Верена Люкен — німецька письменниця та літературний критикиня.
- Соня Німр — палестинська дитяча письменниця.

## Нові книжки
- Джон Толкін. Володар Перстенів
- Володимир Набоков. Лоліта